# Brabantsedag
De Brabantsedag (voorheen Brabantse Dag) is een jaarlijks terugkerend evenement op de laatste zondag van augustus dat gehouden wordt in Heeze in de Nederlandse provincie Noord-Brabant. Het hoogtepunt van deze dag is de cultuurhistorische optocht, de theaterparade, die door de straten van het dorp trekt. Zestien wagenbouwersgroepen kiezen uit een overkoepelend thema een eigen thema, waarover ze een huizenhoge wagen ontwerpen en bouwen. De thema’s hebben altijd een connectie met de geschiedenis van Brabant. Hierbij is het doelgebied het Groothertogdom Brabant, dus naast een stuk Noord-Brabant ook een groot gedeelte van België (Midden en Zuid-Brabant) maar ook bijvoorbeeld Maastricht en 's-Hertogenrade. Het doel is om het onderwerp op creatieve en eigentijdse wijze te verbeelden met behulp van een praalwagen, spel, muziek, dans, kleding en grime. De zestien wagens worden gemaakt van metaal, hout, plaatmateriaal, piepschuim, textiel en vele andere materialen. Ieder jaar laten de wagenbouwers innoverende technieken in hun wagens terugkomen. Het bouwen gebeurt in de zomermaanden juni, juli en augustus, maar de wagenbouwersgroepen zijn het hele jaar door actief bezig met de Brabantsedag. De themabekendmaking vindt begin november plaats, waarna het brainstormen begint. Aan de parade doen jaarlijks zo'n 2000 figuranten mee, en wordt ondersteund door honderden vrijwilligers. De Brabantsedag wordt georganiseerd door de stichting Brabantsedag en trekt jaarlijks zo'n 30.000 bezoekers.

## Geschiedenis
In 1957 ontstond in herberg De Zwaan het initiatief voor de jaarlijkse Brabantse cultuurhistorische optocht, "Brabantse Dag". Een jaar later, op 7 september 1958, trok de eerste optocht door de straten van Heeze. Thema van de optocht was 'boerenovertrek'. Hoewel er veel bezoekers kwamen, was de optocht nog betrekkelijk kort. De tweede, met als thema 'Brabantse folklore met boerenbruiloft', was al groter en al snel werd er een speciaal comité opgericht om de organisatie van het evenement te verzorgen. Sindsdien 1958 is er ieder jaar een Brabantsedag georganiseerd, waarbij in piekjaren wel 60.000 toeschouwers aanwezig waren. 
De eerste jaren was de optocht een parade van oude ambachten. Doorgaans werden de wagens vormgegeven door achttien wagenbouwersgroepen. Lange tijd namen niet alleen groepen uit Heeze, maar ook uit andere plaatsen in Nederland en België deel. Vanaf de begintijd waren er naast de optocht exposities, muziekuitvoeringen en andere culturele presentaties op de Brabantsedag in Heeze. Steeds werd er door de organisatie gezocht naar een mix van kwaliteit en toegankelijkheid voor een groot publiek.
Halverwege de jaren zestig kreeg de optocht steeds meer een theatraal karakter, met historische taferelen en een centraal thema. In de jaren zeventig kreeg de Brabantsedag een meer ‘Groot-Brabants’ karakter doordat de inbreng vanuit België in het festival verder toenam. Vanaf de jaren tachtig had een verdere professionalisering van het festival plaats. De praalwagens ontwikkelden zich steeds meer tot decorstukken van een totaaltheater waarbij spel, zang, grime, kleding en dans belangrijk zijn. Door veel aandacht voor vernieuwing en innovatie ontwikkelde het festival zich tot een evenement voor jong en oud dat sterk in de Heezer gemeenschap is geborgd. Het is een evenement waar een zeer groot deel van de gemeenschap bij betrokken is. Een traditie die met de lepel ingegoten wordt en dan ook in het DNA van nagenoeg iedere Heezenaar zit. Vanaf 2018 is de Brabantsedag geen negendaags festival meer, maar wordt de focus op enkel de laatste zondag van augustus gelegd.
In 2020 ging de optocht voor het eerst in zijn geschiedenis niet door vanwege de uitbraak van het coronavirus. Omdat de Nederlandse regering alle evenementen tot 1 september had verboden, kon het evenement in het laatste weekend van augustus niet doorgaan. Het bestuur van de Stichting Brabantsedag maakte daarop bekend dat het voorgenomen thema 'Met verve' overeind bleef als thema voor de editie van 2021. Ook in 2021 kon de theaterparade geen doorgang vinden wegens coronamaatregelen. Het thema 'Met verve' werd doorgeschoven naar 2022.

## Ambassadeurs
Sinds 2008 had de Brabantsedag elke drie jaar een cultuurgezant welke optreedt op als ambassadeur van het evenement. Frank Lammers, Gerard van Maasakkers en Björn van der Doelen zijn allen cultuurgezant van de Brabantsedag geweest.
Sinds 2018 kent Brabantsedag Heeze de rol van ambassadeur. Een Brabantsedag ambassadeur wordt aangesteld voor onbepaalde tijd, dus niet meer voor 3 jaar, wat eerst het geval was bij de cultuurgezant. De ambassadeur draagt de Brabantsedag een warm hart toe, bezoekt de Brabantsedag minimaal eens per 2 jaar en promoot de Brabantsedag door het jaar heen als daar de mogelijkheid toe is. Ambassadeurs zijn muzikant Gerard van Maasakkers, muzikant Björn van der Doelen, auteur Wim Daniëls, commissaris van de Koning Ina Adema,  rector magnificus (Tilburg University) Wim van de Donk, oud- PSV-directeur Toon Gerbrands, politica Madeleine van Toorenburg, acteur Mike Weerts, burgemeester Teun Heldens (Gemeente Heeze-Leende) oud-burgemeester Paul Verhoeven (Gemeente Heeze-Leende).

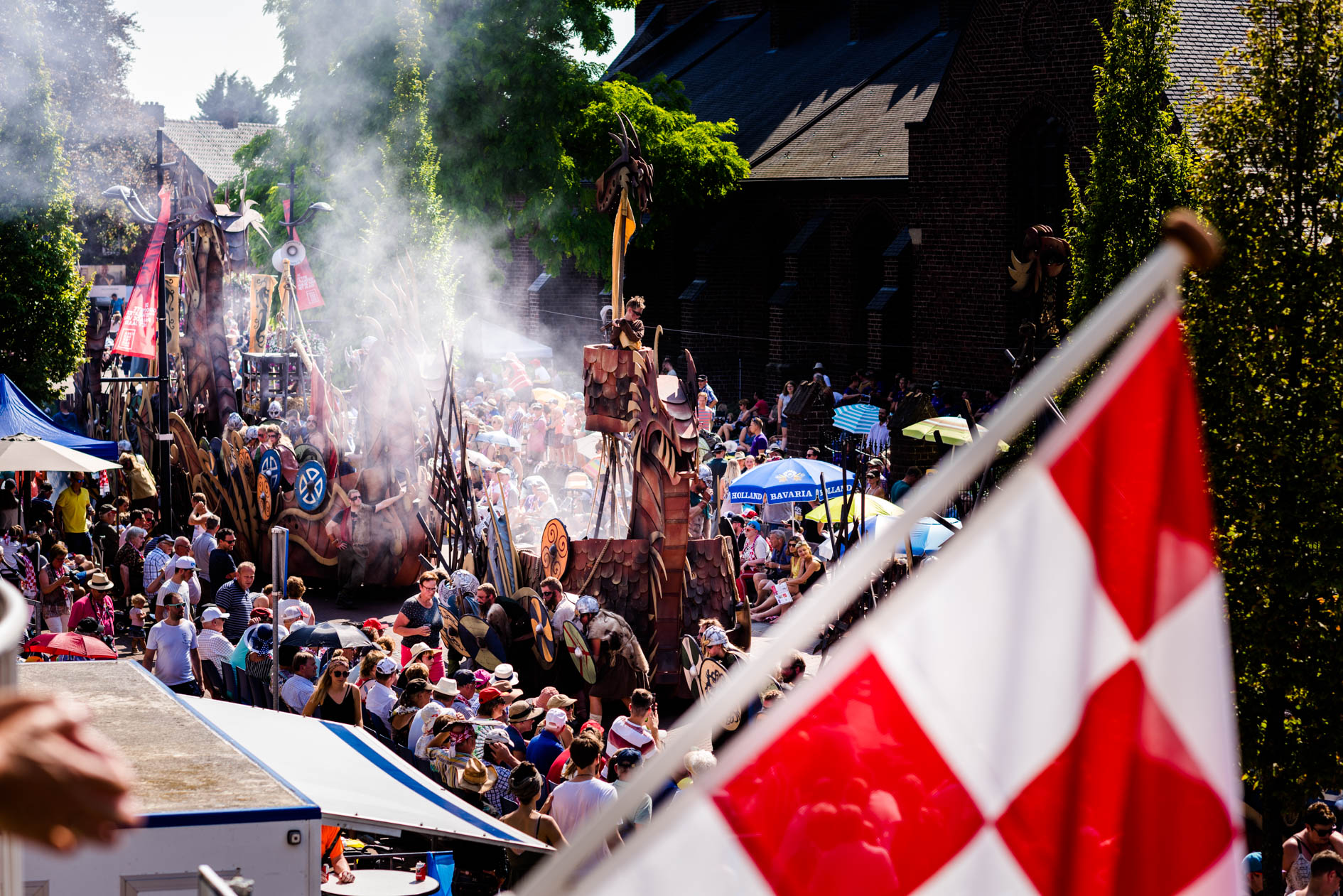
Brabantsedag Heeze - 2019 - Vriendenkring Hopeloos

## Betekenis voor Heeze & Immaterieel Erfgoed
De Brabantsedag is een evenement waar een zeer groot deel van de gemeenschap bij betrokken is. Dit, samen met de wens de traditie van de Brabantsedag door te geven aan nieuwe generaties en het zo levensvatbaar houden voor de toekomst, heeft ertoe geleid dat de Brabantsedag Heeze in 2013 is opgenomen in de Inventaris Immaterieel Cultureel Erfgoed Nederland.

## Wagenbouwers
De spil van de Brabantsedag wordt gevormd door 16 wagenbouwersgroepen en hun leden die jaarlijks de theaterparade vorm geven met hun creaties, spel en muziek. 
Wagenbouwersgroepen zijn ontstaan uit vriendengroepen, families of buurtschappen, waar ouderen, jongeren en kinderen iedere zomer werken aan wagen, attributen, spel en grime. De zestien wagenbouwersgroepen hebben samen circa 2000 deelnemers, waarvan een groot deel ook deelneemt aan de optocht. De inwoners van Heeze zijn veelal betrokken als deelnemer of als toeschouwer.

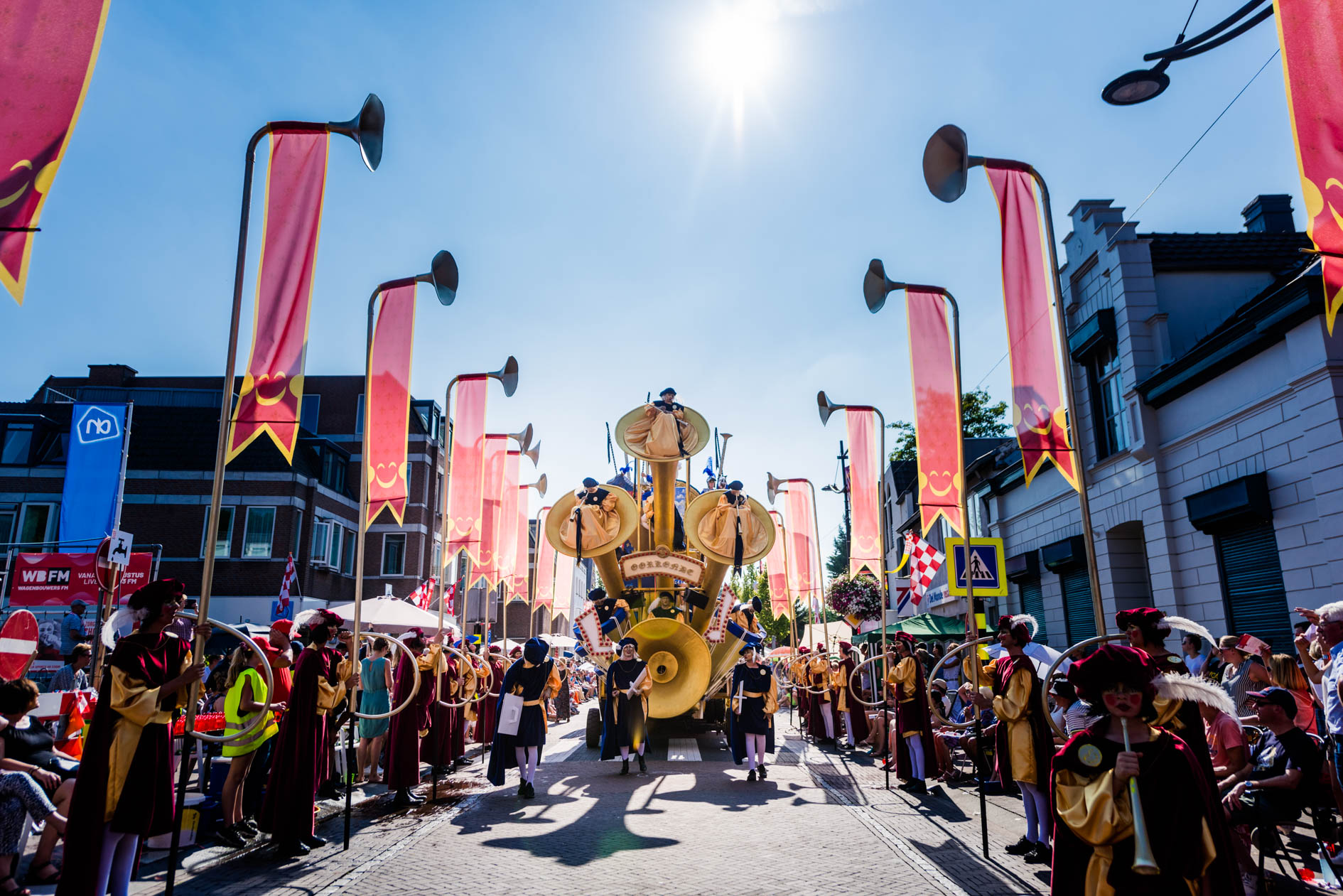
Brabantsedag Heeze - 2019 - Vriendenkring De Rijten

## Stichting Brabantsedag
De Brabantsedag wordt georganiseerd door Stichting Brabantsedag: Ruim 150 vrijwilligers zijn het gehele jaar bezig met de voorbereidingen voor de laatste zondag van augustus. Stichting Brabantsedag kent een negenkoppig bestuur met uiteenlopende expertises. Ieder bestuurslid kent een eigen werkgroep met vrijwilligers die samen invulling geven aan de opzet en de randvoorwaarden van de Brabantsedag. De Brabantsedag heeft ook een Raad van Advies en Aanbeveling. 

## Walk of Fame
In 2012 heeft de stichting Vrienden van Heeze het initiatief genomen om een Walk of Fame aan te leggen in het centrum van Heeze. Deze Walk of Fame is een reeks van herinneringsstenen langs de doorgaande weg van Heeze (vanaf gemeentehuis richting Strabrechtplein), waarbij op iedere steen de winnaars van iedere editie vanaf de eerste Brabantsedag weergegeven is. Ieder jaar wordt er een nieuwe steen gelegd met daarop de winnaar van de voorgaande editie.

## Thema's
| Jaar      | Editie                                                     | Thema                                                      | Winnaar                                                                                              |
| --------- | ---------------------------------------------------------- | ---------------------------------------------------------- | --- |
| 1958      | 1                                                          | Boerenovertrek                                             | onbekend                                                                                             |
| 1959      | 2                                                          | Brabantse folklore met boerenbruiloft                      | Gemengde Zangvereniging Brabantse Bruiloft                                                           |
| 1960      | 3                                                          | Brabant van toen, Brabant van nu                           | Emmerikstraat Oude marktgang                                                                         |
| 1961      | 4                                                          | Oude ambachten en gebruiken                                | Buurtvereniging De Rul Verhuizing                                                                    |

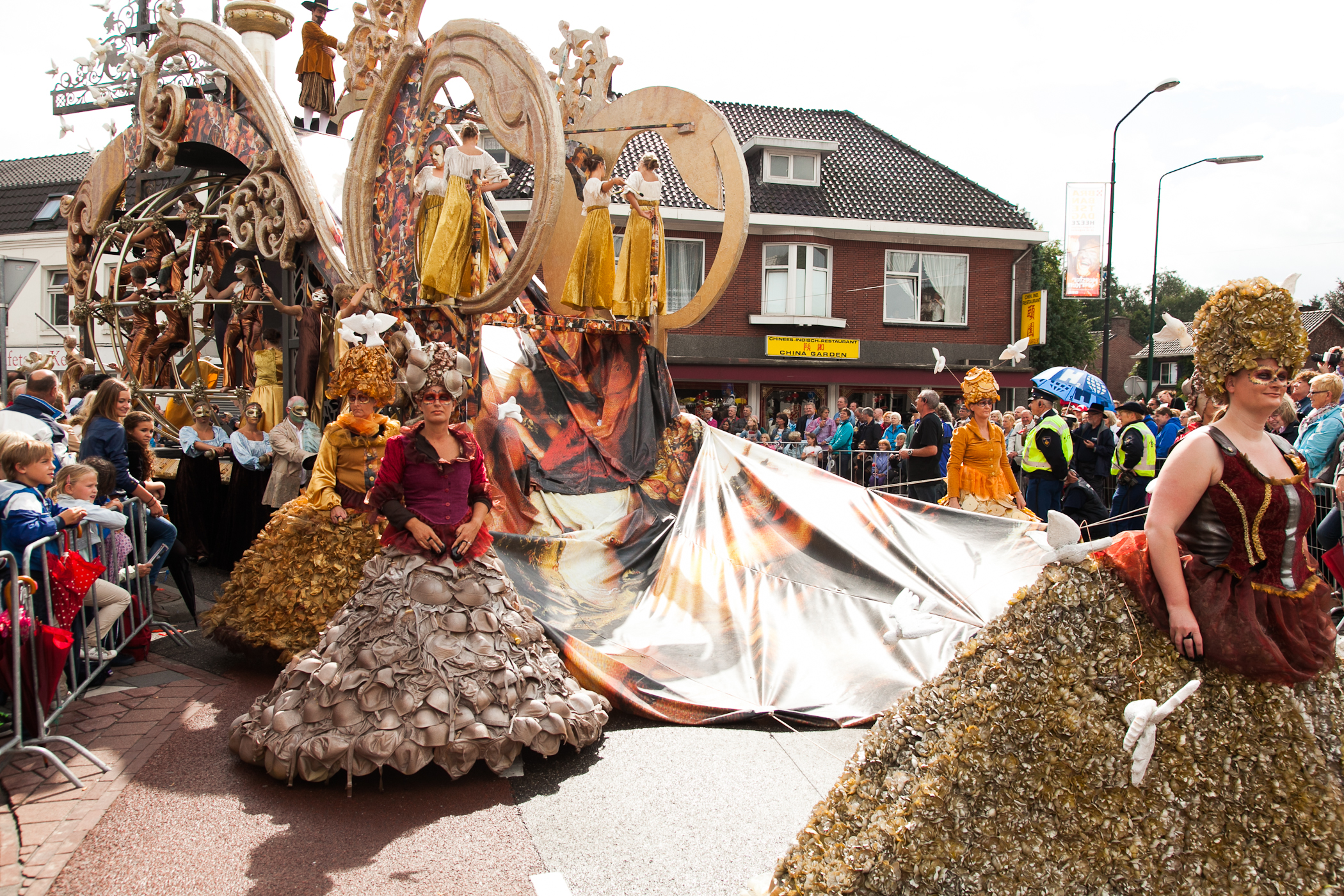
Brabantsedag 2012 - De Laarstukken

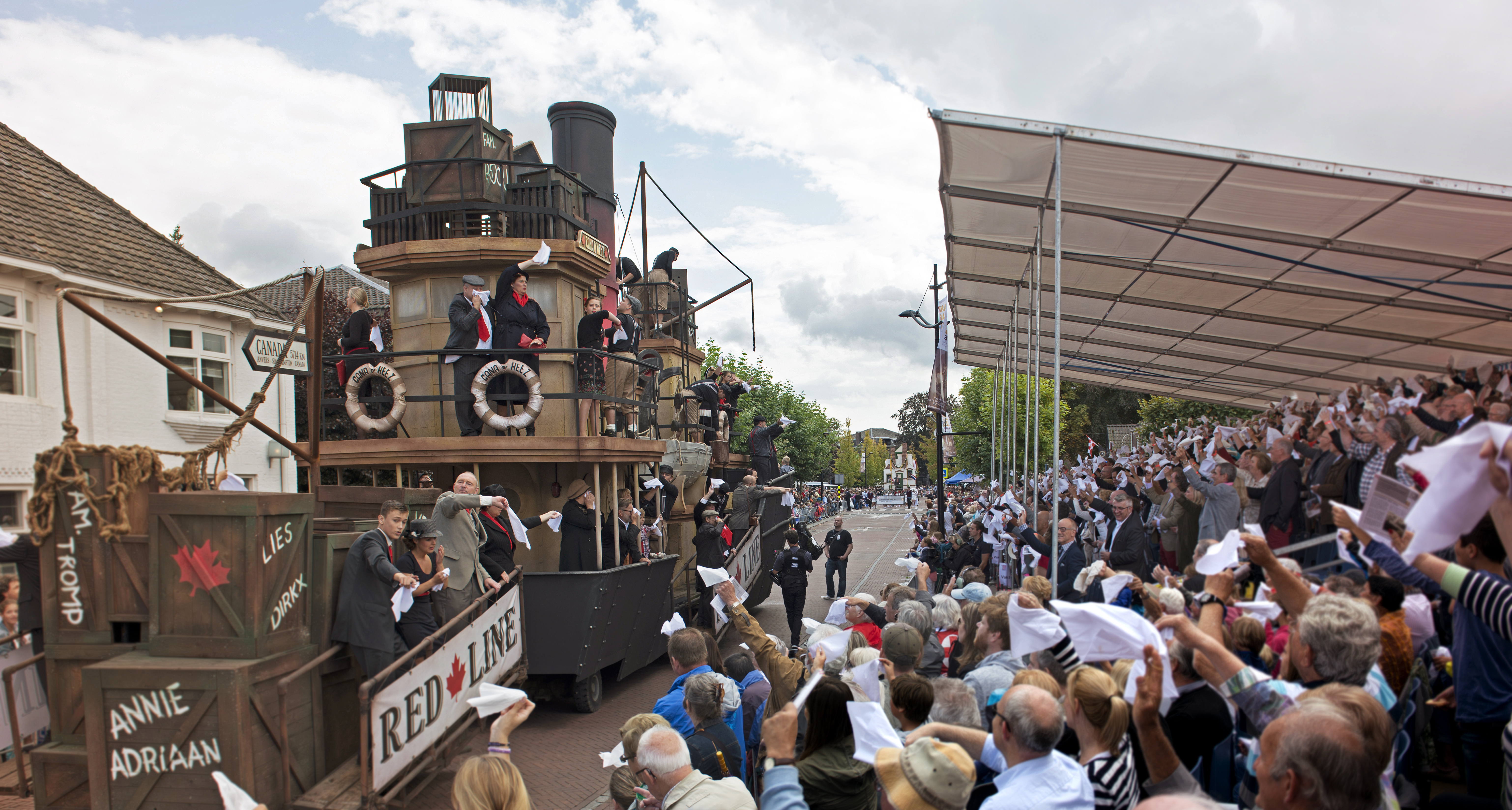
Brabantsedag 2014 - VK Van Gaal

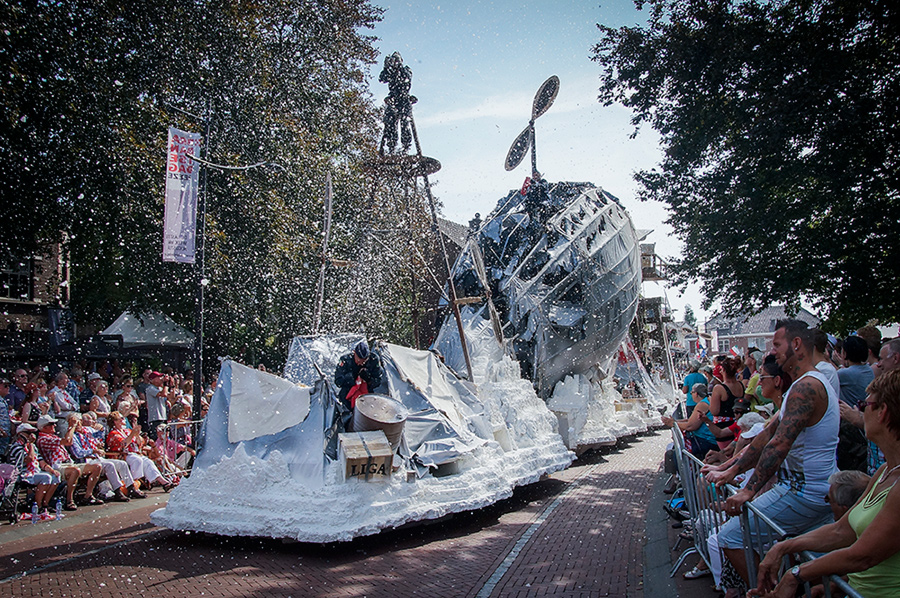
Brabantsedag 2015 - De Lambrekvrienden

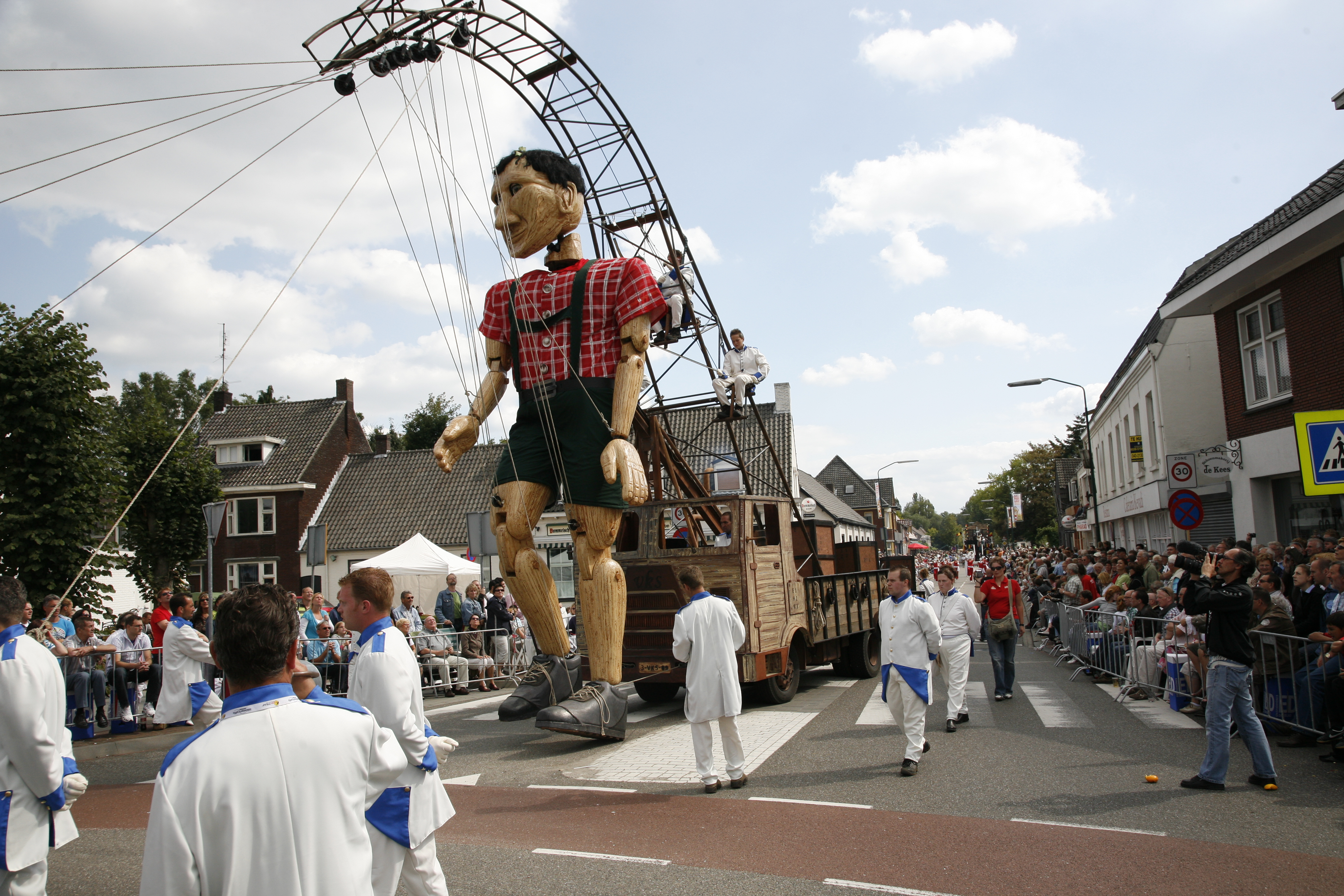
Brabantsedag 2009 - VK Schenkels

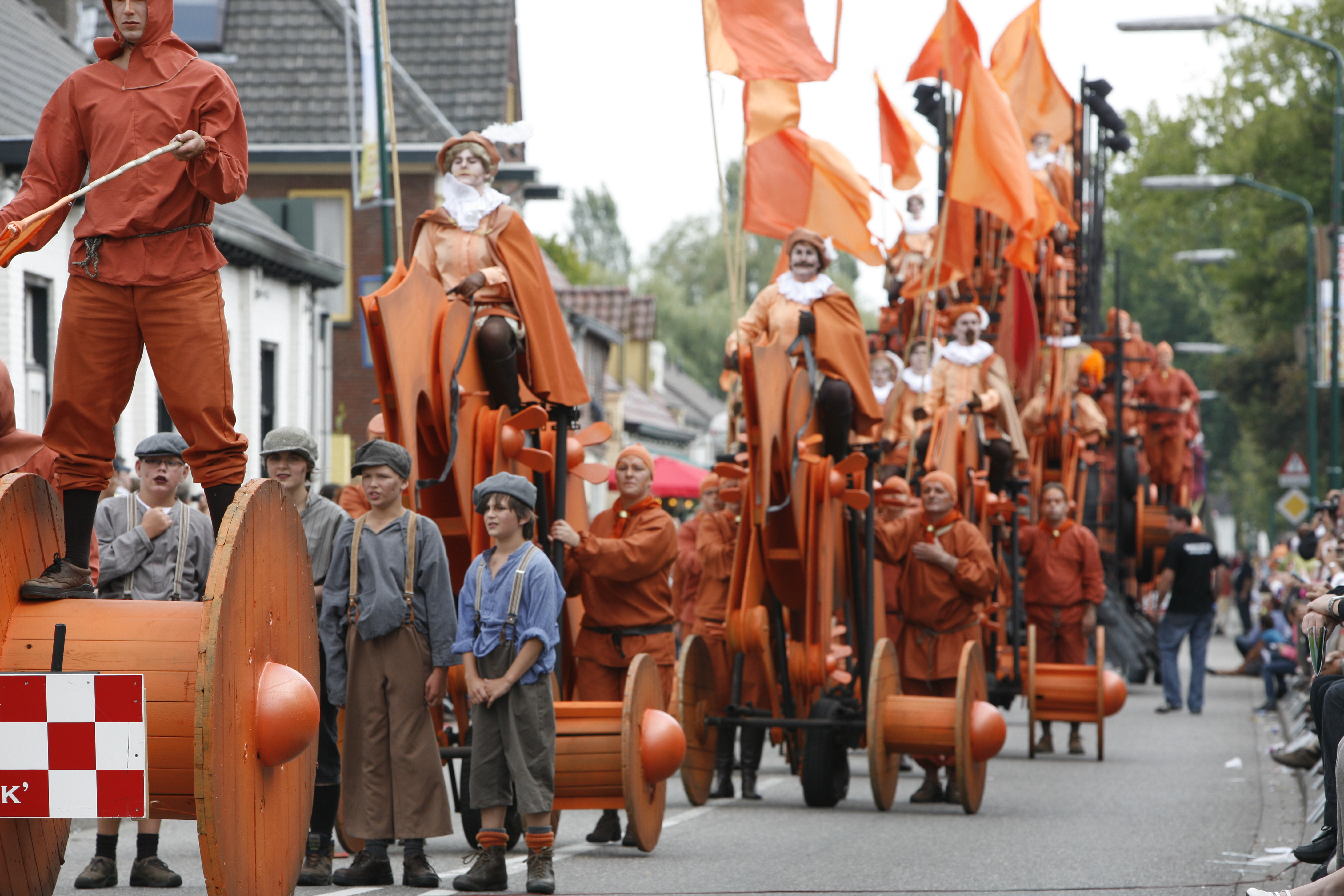
Brabantsedag 2009 - De Rooie Hoek

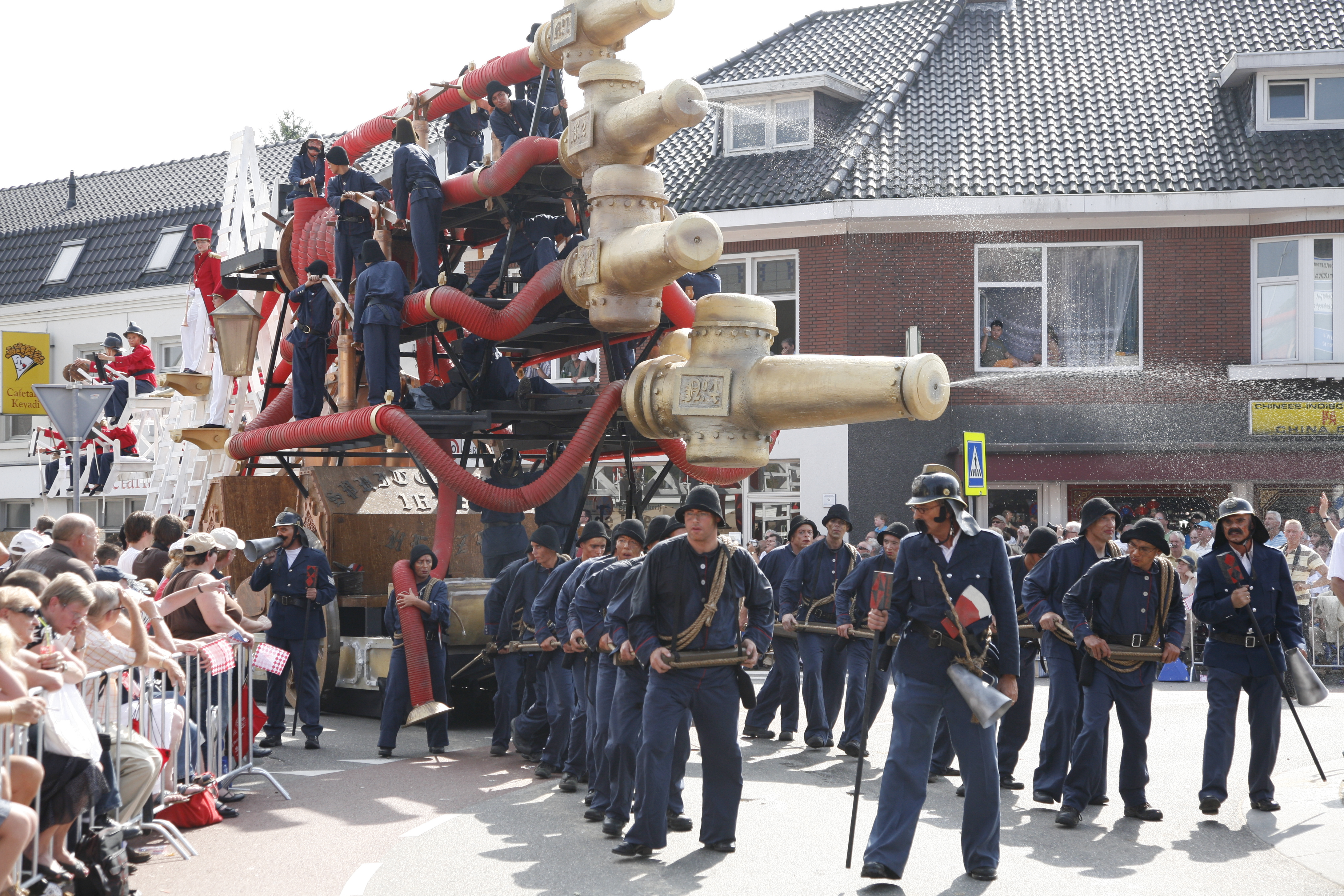
Brabantsedag 2008 - De Laarstukken

| 1962      | 5                                                          | Van Brabants folklore en historie                          | De Trouwe Vriendjes (Schijndel) D’n doopgang; mee d’n krommen erm gaon                               |
| 1963      | 6                                                          | Grepen uit de Brabantse historie en oude beroepen          | Groep uit Erp De adellijke bruiloft anno 1810                                                        |
| 1964      | 7                                                          | Oorlog en bevrijding van Brabant door de eeuwen            | Vriendenkring Schenkels Romeinen contra Batavieren                                                   |
| 1965      | 8                                                          | Sagen en legenden                                          | Vriendenkring Schenkels Heksenlevensloop                                                             |
| 1966      | 9                                                          | Sprookjes in Brabant                                       | Buurtvereniging Kapelstraat Het mannetje dat leeft van de wind                                       |
| 1967      | 10                                                         | De wereld van Jeroen Bosch                                 | Vriendenkring Heerings De landloper                                                                  |
| 1968      | 11                                                         | Scheld en Spotprocessie                                    | Vriendenkring Schenkels Heksenland                                                                   |
| 1969      | 12                                                         | Pieter Bruegel Optocht                                     | De Potsemakers De alchemist                                                                          |
| 1970      | 13                                                         | Bijgeloof                                                  | Vriendenkring Kapelstraat Bijgeloof en de dood                                                       |
| 1971      | 14                                                         | Brabant Harbalorifa                                        | Vriendenkring Schenkels Rechtspraak in de middeleeuwen                                               |
| 1972      | 15                                                         | Reuzenoptocht                                              | De Potsemakers Het geheimzinnige reuzenspook                                                         |
| 1973      | 16                                                         | Brabant op wielen                                          | P.V. Stichting “Kempenhaeghe” De Boerenovertrek                                                      |
| 1974      | 17                                                         | Volksgeneeskunstigheden uit Brabants verleden              | Vriendengroep Burgemeester Serrarisstraat Het Zieken- of Gasthuis                                    |
| 1975      | 18                                                         | Volksvermaak uit Brabants verleden                         | Vriendenkring van Gaal De barbaar wamba                                                              |
| 1976      | 19                                                         | Spreuken gaan voorbij                                      | Vriendenkring van Gaal "Met wijwater en kruis drijft men de duivel uit huis"                         |
| 1977      | 20                                                         | Houen en trouwen                                           | Vriendenkring Schenkels Het leven en bedrijf van Jan de Wasser                                       |
| 1978      | 21                                                         | Vreemd volk in Brabant                                     | Buurtvereniging Emmerikstraat/Van der Voortlaan De kwakzalver                                        |
| 1979      | 22                                                         | Van Korsten tot Pasteien                                   | Vriendenkring Schenkels De dwangmolen                                                                |
| 1980      | 23                                                         | Eeuwige jeugd                                              | Vriendenkring Schenkels "Het Rasphuis"                                                               |
| 1981      | 24                                                         | Boeken op straat                                           | Vriendenkring Schenkels Het goud van de Peel                                                         |
| 1982      | 25                                                         | Brabant op zijn breedst                                    | De Pleinkijkers "Het circus Jeroen Bosch"                                                            |
| 1983      | 26                                                         | Brabants Wijs                                              | Vriendenkring Schenkels Arbeid en ritme                                                              |
| 1984      | 27                                                         | Daar wonen Brabanders                                      | Vriendenkring 't Volkske Steendorp - De Steenoven                                                    |
| 1985      | 28                                                         | Tijl Uilenspiegel                                          | Vriendenkring Hopeloos Waarom Tijl een verzetsstrijder werd                                          |
| 1986      | 29                                                         | Dur 't joar hin                                            | Vriendenkring De Rijten Vrijdag de dertiende                                                         |
| 1987      | 30                                                         | Palet van goed en kwaad                                    | Vriendenkring De Rijten De dulle griet (Bruegel)                                                     |
| 1988      | 31                                                         | ...en nu de Moraal                                         | Vriendenkring De Rijten De vos en de ooievaar. Moraal: Zo ge doet, wordt ge gedoet                   |
| 1989      | 32                                                         | Van Ridders, Poorten en Gezellen                           | Vriendenkring van Gaal Het schrijnswerkersgilde                                                      |
| 1990      | 33                                                         | Verzinsels en Vertelsels                                   | Vriendenkring Broers-van Gerwen Het winterkoninkje                                                   |
| 1991      | 34                                                         | Op het breukvlak van twee eeuwen                           | Vriendenkring Snoeijen Het industriële raderwerk                                                     |
| 1992      | 35                                                         | In de ban van Europa                                       | De Lambrekvrienden De reis van Sente Brandane                                                        |
| 1993      | 36                                                         | Drie Eeuwen Heren                                          | Vriendenkring Haisjô Fragmenten van het geloof                                                       |
| 1994      | 37                                                         | Te Gek voor Woorden                                        | Vriendenkring De Rijten De wonderlijke speeldoos                                                     |
| 1995      | 38                                                         | Meiden en Mevrouwen                                        | De Pleinkijkers Damesmode-atelier                                                                    |
| 1996      | 39                                                         | Brabant in de steigers                                     | Vriendenkring Schenkels Brabantse waterwegen                                                         |
| 1997      | 40                                                         | De wonderlijke wereld van Jeroen Bosch                     | Vriendenkring Broers-van Gerwen Bosch' gedachtewereld                                                |
| 1998      | 41                                                         | Brabants Faam                                              | Vriendenkring De Laarstukken De Blauwe Schuit                                                        |
| 1999      | 42                                                         | Niet zonder slag of stoot                                  | Vriendenkring Hopeloos De gregoriaanse kalender                                                      |
| 2000      | 43                                                         | Karels Kroon                                               | Vriendenkring Hopeloos Gent, stad van Karel V?                                                       |
| 2001      | 44                                                         | Horen, zien ...en weten                                    | Vriendenkring Hopeloos De Spaanse Furie                                                              |
| 2002      | 45                                                         | Wagenwielen en rooie ruggen                                | Vriendenkring van Gaal Geldwolven en aasgieren                                                       |
| 2003      | 46                                                         | Met ganzeveer en penseel                                   | De Lambrekvrienden Schrijven is voor het lichaam een beproeving                                      |
| 2004      | 47                                                         | Schurken, Schelmen en Schorriemorrie                       | Vriendenkring Hopeloos De Bokkenrijders                                                              |
| 2005      | 48                                                         | Eeuw na Eeuw                                               | Vriendenkring De Rooie Hoek Hoogvliegers                                                             |
| 2006      | 49                                                         | De Scheppende Mens                                         | Vriendenkring Schenkels Water, Beheerst U!!!                                                         |
| 2007      | 50                                                         | Brabants Goud                                              | De Lambrekvrienden Volksvermakelijkheden – 18e BD 1975                                               |
| 2008      | 51                                                         | Vol van Water                                              | Vriendenkring De Rooie Hoek Watersnoodramp Cuijk, 2 januari 1926                                     |
| 2009      | 52                                                         | Pracht, praal, theatraal                                   | Vriendenkring De Rooie Hoek Triomfantelijke intocht van Willem van Oranje Brussel; 22 september 1577 |
| 2010      | 53                                                         | Voor Eeuwig Vastgelegd                                     | Vriendenkring De Laarstukken Anna's poffer                                                           |
| 2011      | 54                                                         | Vreemd!                                                    | Vriendenkring Ietskes Schif De Vliegende Hollander ontvreemdt zielen                                 |
| 2012      | 55                                                         | Meesterwerken                                              | De Lambrekvrienden Weverij de Ploeg - Bergeijk                                                       |
| 2013      | 56                                                         | Hoezo Middeleeuws?!                                        | Vriendenkring De Rooie Hoek Marktplaats.nl                                                           |
| 2014      | 57                                                         | Krantenkoppen                                              | Vriendenkring Van Gaal Landverhuizing naar Canada                                                    |
| 2015      | 58                                                         | Bekend, Beroemd, Bemind...                                 | De Lambrekvrienden De vergeten Poolheld                                                              |
| 2016      | 59                                                         | Wat een dag!                                               | Bloed, Zweet en Tranen De watersnoodramp van Nieuwkuijk                                              |
| 2017      | 60                                                         | Parade van Vermaeck                                        | Vriendenkring De Rooie Hoek Charivari: Volksvermaak of volksgericht? #ontrouw #schuldig #op-de-ezel  |
| 2018      | 61                                                         | Van Ravenstein tot Roosendaal                              | Vriendenkring Hopeloos Mierlo: De heksenjacht van 1595 Des Duivels! De heksen of de heksenjacht?     |
| 2019      | 62                                                         | Wat beweegt Brabanders?                                    | Ge Wit 't Oit Noit Nie Storm van Ramptoerisme. Wat?! Dat moet ik zien!                               |
| 2020 2021 | Geannuleerd in verband met de uitbraak van het coronavirus | Geannuleerd in verband met de uitbraak van het coronavirus | Geannuleerd in verband met de uitbraak van het coronavirus                                           |
| 2022      | 63                                                         | Met verve                                                  | Vriendenkring De Rijten Fantasie doet leven                                                          |
| 2023      | 64                                                         | Eureka!                                                    | Vriendenkring De Rijten Het ontstaan van alles                                                       |
| 2024      | 65                                                         | Dichterbij Brabant                                         | Vriendenkring Hopeloos In de 14 billekens                                                            |
| 2025      | 66                                                         | Carnaval ontmaskerd                                        | |